# NGC 1347-1
NGC 1347-1 is een balkspiraalstelsel in het sterrenbeeld Eridanus. Het hemelobject werd in 1886 ontdekt door de Amerikaanse astronoom Francis Preserved Leavenworth. Het sterrenstelsel bevindt zich dicht bij NGC 1347-2.

## Synoniemen
- PGC 12989
- ESO 548-27
- IRAS03275-2226
- MCG -4-9-17
- Arp 39
- VV 23
- AM 0327-222